# Lars Arrhenius (konstnär)
För andra betydelser, se Lars Arrhenius.

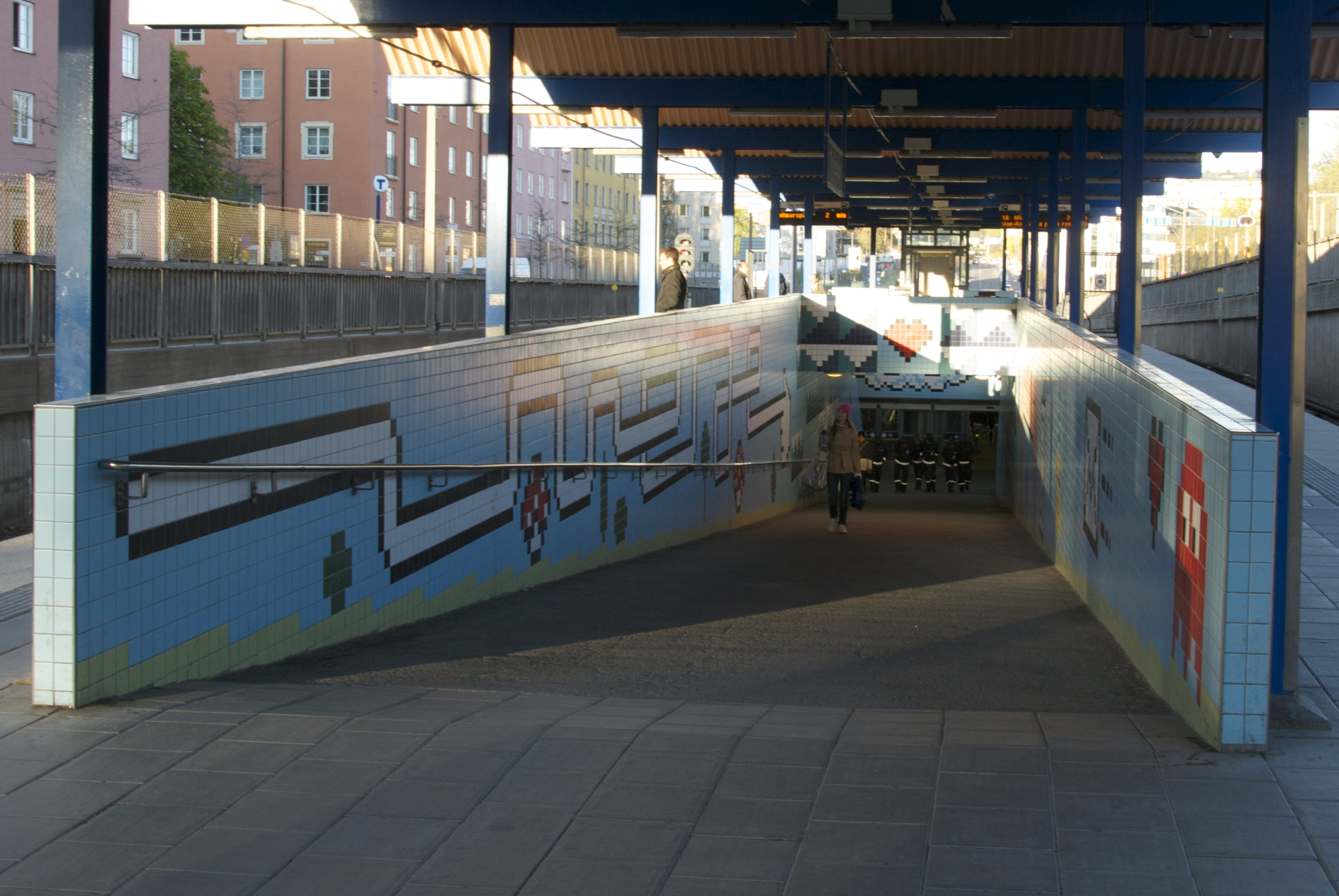
Konstnärlig utsmyckning i Thorildsplans tunnelbanestation.

Lars Göran Arrhenius, född 8 december 1966 i Stockholm, död 18 april 2020 i Sofia distrikt i Stockholm, var en svensk målare, tecknare och grafiker.
Arrhenius studerade vid Kungliga Konsthögskolan i Stockholm och Rijksakademie i Amsterdam. Han arbetade ofta med serier och animationer. Tillsammans med filmaren Johannes Müntzing skapade han kortfilmen En dag på varuhuset om minuterna före Anna Lindh-mordet på NK, där personerna avbildas som animerade skelett. Lars Arrhenius var gift med konstnären Martina Müntzing.
Arrhenius är representerad vid bland annat Göteborgs konstmuseum, Norrköpings konstmuseum, Moderna Museet, Malmö konstmuseum, Uppsala konstmuseum, Västerås konstmuseum, Arken i Köpenhamn, Victoria and Albert Museum och Stedelijk Museum i Amsterdam.
Lars Arrhenius är begravd på Skogskyrkogården i Stockholm.